# 擬人論

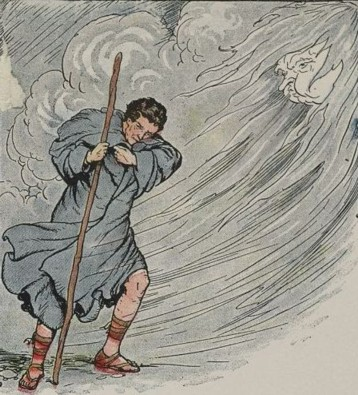
《伊索寓言》〈北風與太陽〉篇中擬人化的風與人的互動。Milo Winter 繪。

擬人化（英語：Anthropomorphism），或譯擬人論、擬人法、擬人說、擬人主義、擬人作用、擬人觀、化人主義等，是將人類特徵、情緒或意圖歸屬於非人類實體。 它被認為是人類心理的一種先天傾向。 人類的情緒和行為特徵，經常被人類歸屬於人類以外動物物種。

## 宗教和神話中的擬人論

### 譴責
一些宗教学者和哲学家反对拟人化的神。希腊哲学家色诺芬尼（570-480 BCE）说：“最伟大的神”酷似人“无论是在形式还是在心中”
拟人化的神被拒绝於犹太教和伊斯兰教，他們都认为上帝是超越人类极限的存在。犹太教的拒绝长大的哈斯蒙尼时期（大约300 BCE）由于希腊哲学中成为注册在犹太人的信仰。犹太教的拒绝长大进一步的穆斯林文艺复兴时期（10世纪AD）后在12世纪编入13原则的犹太信仰撰写的迈蒙尼德。印度教徒不拒绝神的概念的抽象未列于载货单的，但要注意的问题;主奎师那在“博伽梵歌”第12章第5节说，这是更难以专注于神未列于载货单的形式，即比神，使用的拟人的图标（murtis），由于人类的需要，通过感官感知。
在他的书中云中面临的一个新的宗教理论，斯图尔特格思里的理论是，所有的宗教都是由于大脑的倾向自然现象来检测是否存在或其他人的痕迹anthropomorphisms发起的。

## 修辭學上
修辞学中的拟人即指赋予抽象事物以虚拟的人的形象，例如死亡，慾望或战争。著名的例子请见启示录中的四骑士。
在古典修辞学中，拟人是一种修辞格，具体来说是一种转义手法，常用来获得情绪感染力。在修辞理论中，常区分拟人（将无生命却实际存在的事物拟人化）和其他修辞手法，诸如呼语，直接称呼不在场的人物或抽象的概念。
拟人修辞举例:
树嘴饥渴地紧贴着大地，
胸膛里流淌的乳水如蜜。 乔伊斯·基尔默，樹。
呼语修辞举例:
哦，雄辩的、正义的、强大的死亡！ 沃尔特·雷利，世界历史。

## 科學上
在科學中，使用擬人語言暗示動物有意圖和情感在傳統上被棄用，因為這表明缺乏客觀性。生物學家被警告要避免假設動物與人類具有相同的心理、社會和情感能力，而是依賴於嚴格可觀察的證據。1987年出版的The Oxford companion to animal behaviour建議：「最好研究行為，而不是試圖了解任何潛在的情感。」
靈長類學家和動物行為學家弗蘭斯·德瓦爾寫道：「長期以來，賦予動物人類情感一直是科學的禁忌。但如果我們不這樣做，我們就有可能遺漏一些關於動物和我們的基本知識。」與此同時，人們對類人猿語言能力的認識也越來越高，並承認他們是工具製造者，具有個性和文化。
1992年，獸醫布魯斯·福格爾（Bruce Fogle）在一篇關於貓的文章中指出，「人類和貓的大腦中負責情緒的神經化學物質和區域相同」作為證據，論證「提及貓擁有嫉妒等情緒並非擬人化」。